# Adel Amrouche
Adel Amrouche (Kouba, Argelia, 7 de marzo de 1968) es un exjugador y entrenador de fútbol argelino. Actualmente dirige a la selección de Ruanda.

## Carrera como jugador
Amrouche comenzó a jugar en las categorías inferiores del CA Kouba. Jugó en varios clubes argelinos, incluidos CR Belouizdad, USM Alger, JS Kabylie, OMR El Annasser, Olympique de Médéa y AS Ain M'lila. Luego se mudó a Austria brevemente para jugar en Favoritner AC. Después de eso, jugó en varios clubes belgas como La Louviére y RAEC Mons, así como clubes de aficionados KAV Dendermonde y SK Lombeek.

## Carrera como entrenador
Amrouche comenzó su carrera directiva en 1988 entrenando a las categorías inferiores del club local OMR El Annasser mientras jugaba para la selección absoluta. Ocupó el mismo papel durante sus temporadas como jugador con USM Alger y RC Kouba. En 2002, fue nombrado entrenador del club congoleño DC Motema Pembe.
En 2007, Amrouche se convirtió en el entrenador de la selección nacional de fútbol de Burundi. El 1 de enero de 2011, decidió rechazar una oferta para hacerse cargo del puesto vacante de entrenador del club argelino ES Sétif, y prefirió continuar en su puesto con la selección de Burundi. El 29 de febrero de 2012, renunció como entrenador de Burundi, solo un día después de una victoria por 2-1 contra Zimbabue en la clasificación para la Copa Africana de Naciones 2013.
En febrero de 2013, Amrouche fue nombrado entrenador de la selección nacional de fútbol de Kenia y asumió el cargo de James Nandwa, quien estaba allí de manera temporal después de la partida de Henri Michel. Después de 18 meses al mando, fue despedido el 3 de agosto de 2014 tras la derrota global por 1-0 ante Lesoto en la segunda ronda de clasificación para la Copa Africana de Naciones 2015.
En junio de 2016, fue anunciado como nuevo entrenador del USM Alger, cargo que ocupó durante unos meses. En mayo de 2018, se convirtió en entrenador de la selección nacional de Libia. Renunció al cargo en octubre de 2018.
El 17 de octubre de 2018, asumió como entrenador del MC Alger. En marzo de 2019, presentaría su renuncia a días de enfrentarse al USM Alger.
En agosto de 2019 se convirtió en entrenador de Botsuana y firmó un contrato de 2 años. Luego de no clasificar a la Copa Africana de Naciones, el 24 de junio de 2021, la Asociación de Fútbol de Botsuana anunció que no renovaría el contrato de Amrouche que finalizaba en el mes de octubre. En total, estuvo al frente en solamente 10 encuentros, registrando una victoria, tres empates y seis derrotas.
El 9 de mayo de 2022, Amrouche fue oficializado como entrenador de la selección de Yemen. En septiembre del mismo año, fue reemplazado por Miroslav Soukup luego de quedar afuera en la tercera ronda de la clasificación para la Copa Asiática 2023.
En marzo de 2023, la Asociación de Fútbol de Tanzania anunció la contratación de Amrouche para dirigir el seleccionado de Tanzania.El 19 de enero de 2024, fue despedido de su cargo luego de recibir una sanción de la Confederación Africana de Fútbol, que incluía una suspensión de ocho partidos por sus polémicos comentarios sobre su corrupción.
El 2 de marzo de 2025, fue anunciado como técnico de la selección de Ruanda.

## Clubes

### Como jugador
| Club                  | País    | Año       |
| --------------------- | ------- | --------- |
| OMR El Annasser       | Argelia | 1988-1990 |
| USM Alger             | Argelia | 1990-1991 |
| OMR El Annasser       | Argelia | 1991-1992 |
| Favoritner AC         | Austria | 1992-1993 |
| RAA Louviéroise       | Bélgica | 1994-1995 |
| RAEC Mons             | Bélgica | 1995      |
| Termonde              | Bélgica | 1995-1996 |
| SK Lombeek-Liedekerke | Bélgica | 1996      |

### Como entrenador
| Club                           | País                            | Año           |
| ------------------------------ | ------------------------------- | ------------- |
| DC Motema Pembe                | República Democrática del Congo | 2002-2004     |
| Selección de Guinea Ecuatorial | Guinea Ecuatorial               | 2004          |
| Gençlerbirligi                 | Turquía                         | 2005          |
| DC Motema Pembe                | República Democrática del Congo | 2005-2006     |
| Selección de Burundi           | Burundi                         | 2007-2012     |
| Selección de Kenia             | Kenia                           | 2013-2014     |
| USM Alger                      | Argelia                         | 2016          |
| Selección de Libia             | Libia                           | 2018          |
| MC Alger                       | Argelia                         | 2018-2019     |
| Selección de Botsuana          | Botsuana                        | 2019-2022     |
| Selección de Yemen             | Yemen                           | 2022          |
| Selección de Tanzania          | Tanzania                        | 2023-2024     |
| Selección de Ruanda            | Ruanda                          | 2025-presente |